# Thalheim (Argóvia)
Thalheim é uma comuna da Suíça, situada no distrito de Brugg, no cantão de Argóvia. Tem 9,92 km² de área e sua população em 2018 foi estimada em 831 habitantes.